# The Chronicles of Riddick: Assault on Dark Athena
The Chronicles of Riddick: Assault on Dark Athena är ett actionspel utvecklat av Starbreeze Studios och släpptes i början av år 2009 för PlayStation 3, Xbox 360, Microsoft Windows och Mac OS. Spelet innehåller också föregångaren The Chronicles of Riddick: Escape from Butcher Bay, som har blivit omgjord och ingår tillsammans med Assault on Dark Athena-kampanjen. Spelet har försetts med ett flerspelarläge och spelets fiender har en förbättrad AI (artificiell intelligens). Vin Diesel gör rösten till Riddick.

## Handling
Spelet börjar där Escape from Butcher Bay slutade. Richard B. Riddick (Vin Diesel) är en farlig brottsling som kan se i mörker. William J. Johns (Cole Hauser), en prisjägare som tidigare fängslade Riddick i Butcher Bay, hjälpte honom att fly för att undvika att själv bli fånge. I deras skepp, när de tillsammans låg i kryogenisk vila, drogs de in i Dark Athena, ett enormt legosoldats-skepp som drivs av Gale Revas (Michelle Forbes) och hennes andrepilot Spinner. Riddick undviker fångenskap när Revas och hennes män för bort Johns. Riddick smyger sig in i fartyget och dödar alla som kommer i hans väg. En stor del av skeppets vakter består är automatiserade drönare, vilka är döda människor med inopererade maskindelar och som fjärrstyrs av besättningen i skeppet.
Riddick stöter på en liten flicka vid namn Lynn Silverman som är undangömd från vakterna i skeppets luftventiler. Riddick tar sig till skeppets fängelse celler och finner flera fängslade människor, bland dem fanns en man som påstår sig vara den förre kaptenen på Dark Athena innan Revas tog kontrollen. Riddick träffar också Lynns mor, Ellen Silverman. Hon erbjuder sig att göra Riddick ett redskap han behöver för att fly via skeppets luftventiler, men endast om hon kan få de rätta delarna till det. Hon ber också Riddick om att leta efter Lynn eftersom hon är bekymrad över hennes trygghet. En annan fånge vid namn Dacher (Lance Henriksen) erbjuder sina tekniska förmågor för att hjälpa Riddick att undkomma på ett annat skepp och låsa upp fängelseportarna för honom så fort Riddick kan hitta en fjärrkontroll åt honom. Riddick går med på detta och finner så småningom fjärrkontrollen till Dacher och delarna till Silverman. Efter att han på nytt har träffat Lynn håller Silverman sitt ord och ger honom redskapet han behöver. Riddick går vidare och är i radiokontakt med Dacher via skeppets datorterminaler. Riddick befriar fångarna, men de flesta dödas av vakterna, inklusive Lynns mor Silverman som mördas av en annan fånge. Revas dödar sedan Dacher som förbereder skeppet för hans och Riddicks flykt. Riddick möter slutligen Revas ansikte mot ansikte. Hon blir svårt sårad trots att hon påstår sig vara död. Riddick iordningställer ett flyktplan och lyfter iväg. Revas skjuter en missil på Riddicks flyktplan, som gör att han kraschlandar på en planet vid namn Aguerra.
Riddick vaknar upp vid en strand och han tar sig därefter in i en övergiven stad. Planeten är under belägring av Revas trupper. Riddick inser att hans enda sätt att komma bort från planeten var att återvända till Dark Athena igen. Han tar sig fram genom staden och kommer till en hamn där Dark Athena är dockad. Spinner angriper Riddick och blir då besegrad. Han återvänder tillbaka in i Dark Athena och möter Lynn ännu en gång. Hon berättar för Riddick att hennes mamma lärde henne hur man gör drönarna till Revas besättnings fiende. En strid mellan drönare och legosoldater bryter då ut. Riddick tar sig upp på fartyget och möter Revas igen, som nu är iklädd en rustning med tunga vapen. Riddick besegrar Revas genom att trycka in henne i ett hisschakt och hon faller till sin död.

## Rollista
- Vin Diesel - Richard B. Riddick
- Bridget Shergalis - Lynn Silverman
- Michelle Forbes - Gail Revas
- Lance Henriksen - Dacher
- Heidi Schooler - Ellen Silverman
- Jovan Rameau - Jaylor
- William Morgan Sheppard - Senate/Pavlo
- Eijiro Ozaki - Yoto
- Wade Williams - Spinner
- Mark Ivanir - Mad Margo/Exbob
- Patrice Fisher - Grinder